# Koenraad II van Luxemburg
Koenraad II (1106 - 1136) was graaf van Luxemburg van 1129 tot 1136. Hij volgde zijn vader op en was gehuwd met Ermgard van Zutphen, dochter van graaf Otto II van Zutphen. Doordat hij al op dertigjarige leeftijd kinderloos stierf, ging het graafschap over op zijn tante Ermesinde, die getrouwd was met Godfried I, graaf van Namen. Met de dood van Koenraad II stierf de eerste Luxemburgse dynastie uit en kwam het graafschap in het bezit van de Namense dynastie.

## Voorouders
| Voorouders van Koenraad II van Luxemburg | Voorouders van Koenraad II van Luxemburg                                   | Voorouders van Koenraad II van Luxemburg                                   | Voorouders van Koenraad II van Luxemburg                                     | Voorouders van Koenraad II van Luxemburg                                     | Voorouders van Koenraad II van Luxemburg                                             | Voorouders van Koenraad II van Luxemburg                                             | Voorouders van Koenraad II van Luxemburg                                             | Voorouders van Koenraad II van Luxemburg                                             |
| ---------------------------------------- | -------------------------------------------------------------------------- | -------------------------------------------------------------------------- | ---------------------------------------------------------------------------- | ---------------------------------------------------------------------------- | ------------------------------------------------------------------------------------ | ------------------------------------------------------------------------------------ | ------------------------------------------------------------------------------------ | ------------------------------------------------------------------------------------ |
| Overgrootouders                          | Giselbert van Luxemburg (1007-1059) ∞ ? (-)                                | Giselbert van Luxemburg (1007-1059) ∞ ? (-)                                | Willem VII van Aquitanië (1023-1058) ∞ Ermesinde van Lotharingen (1025-1058) | Willem VII van Aquitanië (1023-1058) ∞ Ermesinde van Lotharingen (1025-1058) | Otto van Northeim (1030-1083) ∞ Richenza van Zwaben (–)                              | Otto van Northeim (1030-1083) ∞ Richenza van Zwaben (–)                              | Otto I van Weimar (1020-1067) ∞ Adela van Brabant (ca. 1030-1083)                    | Otto I van Weimar (1020-1067) ∞ Adela van Brabant (ca. 1030-1083)                    |
| Grootouders                              | Koenraad I van Luxemburg (1040–1086) ∞ Clementia van Poitiers (1045-11142) | Koenraad I van Luxemburg (1040–1086) ∞ Clementia van Poitiers (1045-11142) | Koenraad I van Luxemburg (1040–1086) ∞ Clementia van Poitiers (1045-11142)   | Koenraad I van Luxemburg (1040–1086) ∞ Clementia van Poitiers (1045-11142)   | Kuno van Northeim (1150-1203) ∞1087 Kunigunde van Weimar-Orlamünde (ca. 1055 – 1117) | Kuno van Northeim (1150-1203) ∞1087 Kunigunde van Weimar-Orlamünde (ca. 1055 – 1117) | Kuno van Northeim (1150-1203) ∞1087 Kunigunde van Weimar-Orlamünde (ca. 1055 – 1117) | Kuno van Northeim (1150-1203) ∞1087 Kunigunde van Weimar-Orlamünde (ca. 1055 – 1117) |
| Ouders                                   | Willem I van Luxemburg (1070-1129) ∞ 1105 Liutgard van Northeim (-)        | Willem I van Luxemburg (1070-1129) ∞ 1105 Liutgard van Northeim (-)        | Willem I van Luxemburg (1070-1129) ∞ 1105 Liutgard van Northeim (-)          | Willem I van Luxemburg (1070-1129) ∞ 1105 Liutgard van Northeim (-)          | Willem I van Luxemburg (1070-1129) ∞ 1105 Liutgard van Northeim (-)                  | Willem I van Luxemburg (1070-1129) ∞ 1105 Liutgard van Northeim (-)                  | Willem I van Luxemburg (1070-1129) ∞ 1105 Liutgard van Northeim (-)                  | Willem I van Luxemburg (1070-1129) ∞ 1105 Liutgard van Northeim (-)                  |
| Koenraad II van Luxemburg (1106-1136)    |                                                                            |                                                                            |                                                                              |                                                                              |                                                                                      |                                                                                      |                                                                                      |                                                                                      |